# Tågåkeriet i Bergslagen

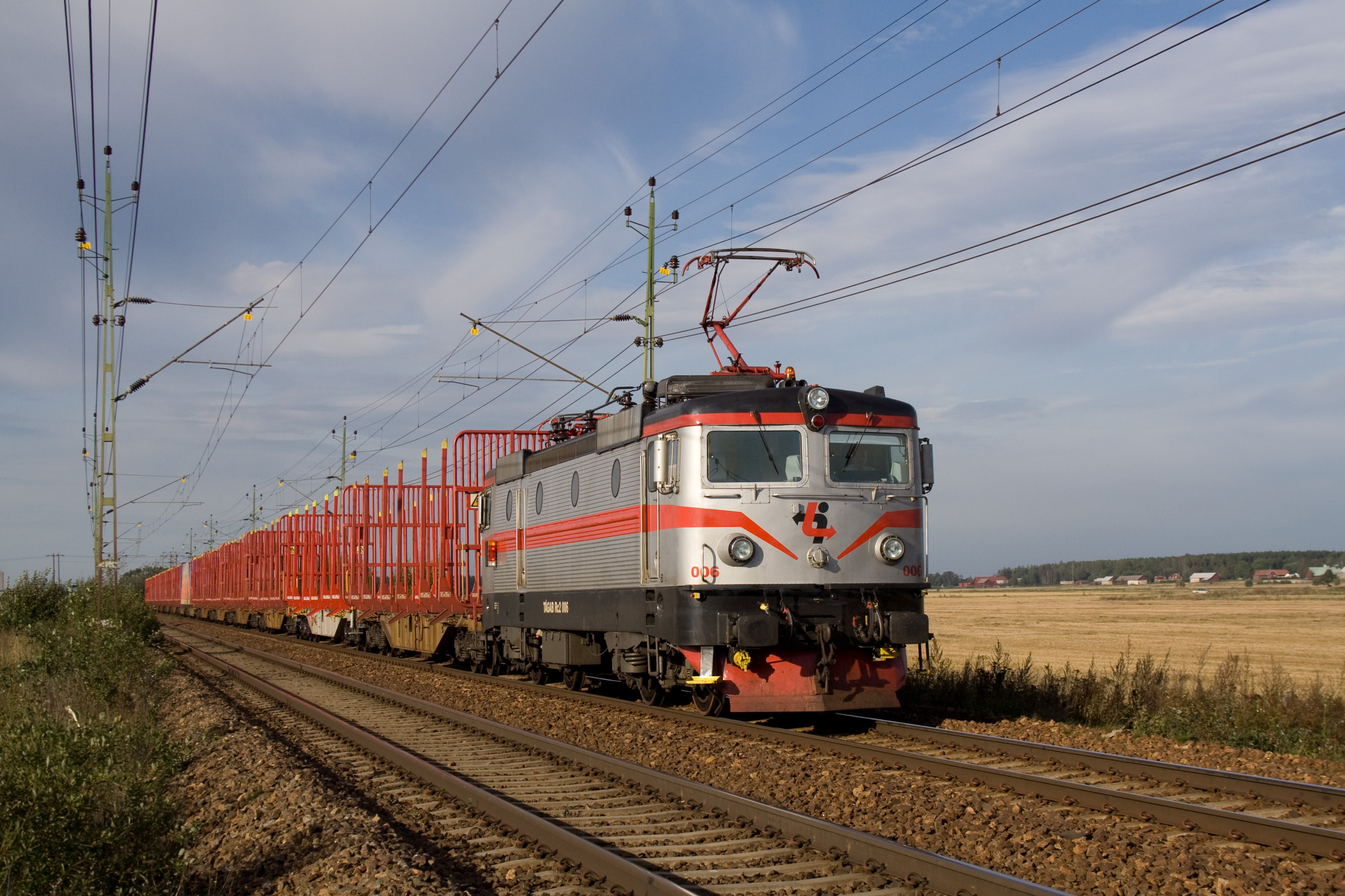
Rc2 der TÅGAB bei Hallsberg

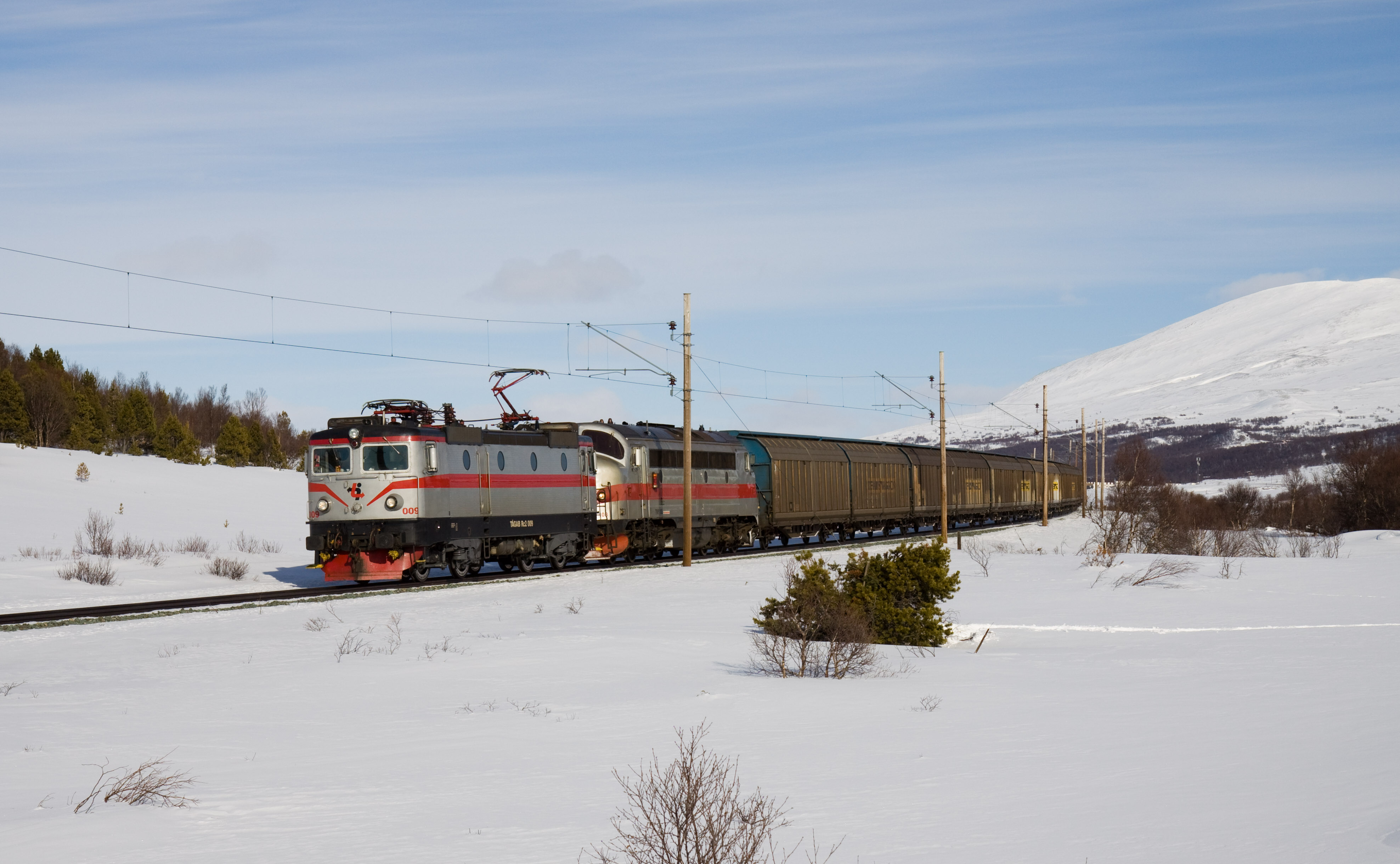
TÅGAB-Rc2 und TMY zwischen Dombås und Fokstua auf der Dovrebahn

Tågåkeriet i Bergslagen AB, kurz TÅGAB oder heute häufiger Tågab genannt, ist ein 1994 gegründetes schwedisches Eisenbahnverkehrsunternehmen mit Sitz in Kristinehamn.
TÅGAB führt sowohl zusammen mit Green Cargo als auch in Eigenverantwortung Güterverkehr in Norwegen und Schweden durch. Zudem verleiht das Unternehmen Lokomotiven an andere Verkehrsunternehmen, darunter Baneservice AS in Norwegen und Trafikverket in Schweden. TÅGAB hat eine eigene Werkstatt, in der eigene und fremde Lokomotiven und Wagen instand gehalten werden.
Der Betrieb wird mit rund 100 Mitarbeitern geführt, im Bestand sind etwa 20 bis 25 Lokomotiven für Strecken- und Rangierdienst.
Seit dem 13. Dezember 2009 führt TÅGAB für SJ AB (SJ) den Personenverkehr auf der Strecke Karlstad–Kristinehamn–Skövde–Göteborg durch. 2022 wurde bekannt, dass die Gesellschaft eine Übernahme von Inlandståget, einer Tochter der Inlandsbanan AB, plant.

## Fahrzeuge
Das Unternehmen verfügt oder verfügte über mehrere Diesel- und E-Loks sowie eine große Anzahl von Rungenwagen für den Holztransport.
Diesellokomotiven:
- 1 von DSB übernommene Mx (DSB Mx 1021) – TMX 104 – 2008 an Inlandsbanan AB verkauft
- 6 von DSB übernommene My (DSB My 1121, 1128, 1123, 1113, 1108, 1132) – TMY 101–103, 105, 106, 110
- 2 von DSB übernommene Mz (DSB Mz 1423 und 1426) – TMZ 108 und 109
- 4 von SJ übernommene T43 (T43 253, 224, 234, 254) – T43 107, 111–113

E-Lokomotiven:
- 5 von ÖBB übernommene Rc2 (1043 006 – 010) – Rc2-ÖBB 006 – Rc2-ÖBB 010
- 7 von SJ übernommene Rc3 – Rc3 (1040, 1041, 1045, 1052, 1062, 1063, 1066)[1]
- 1 von SJ übernommene Ra (Ra 847)

Rangierlokomotiven:
- 1 von SJ übernommene Z67 (Z67 207, ehemals SJ Z67 641)
- 6 von SJ übernommene Z65 (Z65 552, 503, 565, 516, 580, 521) – Z65 202–206, 211
- 1 von Billerud übernommene Z65 (Billerud 353) – Z65 208

sowie einige weitere Rangiertraktoren.